# Maids Moreton
Maids Moreton – wieś w Anglii, w hrabstwie Buckinghamshire, w dystrykcie (unitary authority) Buckinghamshire. Leży 81 km na północny zachód od centrum Londynu. W 2001 miejscowość liczyła 940 mieszkańców.